# Maximiliano Gálvez
Maximiliano Andrés Gálvez Benavides (Chile, 7 de enero de 1994) es un futbolista chileno, juega en la posición de defensa.

## Trayectoria
Debuta en el profesionalismo el día 24 de mayo de 2014, en el partido entre Deportes Iquique y Cobreloa válido por la tercera jornada del torneo Copa Chile 2013-14. Ingresando en el minuto 64 en reemplazo del jugador Fernando Cornejo. El partido concluyó en victoria para Cobreloa por 2 goles a 1.
En la fecha miércoles 30 de julio de 2014, juega la final del Campeonato de Apertura Fútbol Joven 2014 con Cobreloa por la categoría sub-19 frente al cuadro de Universidad de Chile, consagrándose campeón con su equipo por una diferencia de 3 goles a 0 lo que le valió participar por el Supercampeonato del Fútbol Joven de la categoría de ese año contra el equipo de Colo-Colo, perdiendo el encuentro único por 2 goles a 0 y siendo expulsado del encuentro.
Anota su primer gol en el profesionalismo el día 20 de febrero de 2016, en el encuentro entre Cobreloa y Ñublense válido por la sexta fecha del torneo de Primera B de Chile 2015-16, anotando en el minuto 19 luego de un tiro indirecto ejecutado por Nahuel Fioretto. El encuentro concluyó con víctoria para Cobreloa por 3 goles a 1.

## Selección nacional
Participó en el Campeonato Sudamericano de Fútbol Sub-17 de 2011 representando a Chile, jugó 5 partidos obteniendo la cuarta posición en el grupo B no pudiendo clasificar a la siguiente fase.

### Participaciones en campeonatos
| Mundial                     | Sede    | Resultado      | PJ | Goles |
| --------------------------- | ------- | -------------- | -- | ----- |
| Sudamericano Sub-17 de 2011 | Ecuador | Fase de grupos | 5  | 0     |